# J-POP SQUARE
『J-POP SQUARE』（ジェー・ポップ・スクエア）は、FM-FUJIで1993年4月1日から1999年3月31日まで平日帯枠で放送されたラジオ番組。

## 番組綱要
番組では徹底してJ-POP（邦楽）のヒット曲や情報を主に構成し、最新のヒット曲紹介、J-POPシーンで活躍するアーティストの動静を伝えるほか、毎日1組のゲストを招きトークをするコーナー、またミュージシャンが日替わりで出演しトークと即興ライブをするコーナーなどが満載だった。番組中期はタワーレコード新宿ルミネ店にあったサテライトスタジオから生放送されていた。

## 番組の歴史
FM富士がネットワーク加盟していたJFNを脱退した1992年4月より、前身番組『J-POP PARADISE』が16:00～16:55の枠で放送開始。この時は、甲府市丸の内の本社スタジオ（当時）からの放送だった。
1993年4月から枠を1時間拡大し『J-POP SQUARE』としてスタート。当初は15:00～16:55の時間帯で、初代パーソナリティは『J-POP PARADISE』から続投したYUKARI (山本ゆかり)（月曜日～水曜日）と鈴木桃子（木曜日・金曜日）。この時から、当時新宿ルミネ2の6階にあったタワーレコードに開設された公開型サテライトスタジオ「タワーレコード・サテライトスタジオ」からの生放送に移行。1994年4月からは放送時間も19:00～20:55に移動。15時枠時代よりもさらにコーナーなどを充実していく。
19時枠の新宿タワーレコード時代は、新宿ルミネの買い物客、学校帰りの学生や、勤め帰りのサラリーマン・OLなどでギャラリーが賑うことも多く、またゲスト出演するアーティストによってはファンが殺到することもあった。
新宿時代には他番組のものと異なる特別なFAX番号でメッセージ募集しており、ジングルは『J-POP SQUARE, from TOWER RECORDS, Si Si Si Si Shinjuku!』を使用していた。
1998年3月まで月 - 木曜は、後続で21:00より放送されていた洋楽専門番組（RADIO VIKING→INTER-ACT QZ）の当日のメッセージテーマの電話受付を番組開始30分前の20時30分より行っており、本番組中に告知していた。

### 番組終了とその後
1998年10月の改編で、19:00～22:00の3時間番組となり、金曜日の放送が廃止となる。同時に新宿タワーレコードから撤退し、渋谷区代々木の東京支社にあるSTUDIO ViViDへ拠点を移行。月曜日担当にANNA（継続）、火曜日担当に森下玲可（金曜日廃止に伴い移動）、水曜日担当に西任暁子（入れ替えにより火曜日から移動）、木曜日担当に井上彩名（継続）といったローテーションを編成。それに伴いもジングルも変更された。
しかし、長く続いたJ-POP SQUAREも1999年3月のFM-FUJI番組改編で終了することとなり、31日をもって終わりを迎える。そして翌4月1日から『J-HITS POWER STATION』に引き継がれる。なお『J-HITS POWER STATION』は新宿ミロードスタジオからの放送（のちにSTUDIO ViViDへ移行）となった。
新宿タワーレコードサテライトスタジオは本番組撤退後、土曜昼のワイド番組『SUNSHINE BREEZE』最末期の生放送スタジオとして使用された。なお、J-POP SQUAREと時期を同じくして『SUNSHINE BREEZE』も1999年3月で放送を終了する。その後タワーレコード新宿店は、ルミネ2の隣の新宿駅東南口にあるビル内に移転している。
なお、番組末期に木曜日DJを務めていた井上彩名は、2010年10月から2011年9月まで夕方ワイド番組『PUMP UP RADIO』（甲府本社から放送）に水曜日の担当DJとして出演していた。

## 放送時間
- 1993年4月1日 - 1994年3月31日：月曜日 - 金曜日 15:00 - 16:55
- 1994年4月1日 - 1998年9月30日：月曜日 - 金曜日 19:00 - 20:55
- 1998年10月1日 - 1999年3月31日：月曜日 - 木曜日 19:00 - 22:00

## パーソナリティ
| 期間      | 期間      | 月曜日              | 火曜日                  | 水曜日                         | 木曜日     | 金曜日       |
| --------- | --------- | ------------------- | ----------------------- | ------------------------------ | ---------- | ------------ |
| 1993.4.1  | 1994.3.31 | YUKARI (山本ゆかり) | YUKARI (山本ゆかり)     | YUKARI (山本ゆかり)            | 鈴木桃子   | 鈴木桃子     |
| 1994.4.1  | 1995.3.31 | 中村ゆう子          | YUKARI                  | YUKARI                         | 山本シュウ | 山本シュウ   |
| 1995.4.3  | 1996.3.29 | 中村ゆう子          | YUKARI                  | 山本シュウ                     | 浅田真季   | せがわきり   |
| 1996.4.1  | 1996.9.30 | 浅田真季            | MAMI （UB）             | 中村ゆう子                     | 西部里菜   | せがわきり   |
| 1996.10.1 | 1997.6.27 | CHIE （YO-YO-YO）   | 西任暁子 (現：西任白鵠) | B-rouge （黒沢律子・ミッキー） | 井上彩名   | 森下玲可     |
| 1997.6.30 | 1997.10.3 | CHIE （YO-YO-YO）   | 西任暁子 (現：西任白鵠) | 佳苗                           | 井上彩名   | 森下玲可     |
| 1997.10.6 | 1998.3.31 | 天方直実            | 西任暁子 (現：西任白鵠) | 佳苗                           | 井上彩名   | 森下玲可     |
| 1998.4.1  | 1998.9.30 | ANNA                | 西任暁子 (現：西任白鵠) | CHIERI                         | 井上彩名   | 森下玲可     |
| 1998.10.1 | 1999.3.31 | ANNA                | 森下玲可                | 西任暁子                       | 井上彩名   | （放送なし） |

## パートナー
J-POP SQUAREでは1996年4月から、DJの他、日替わりパートナーとして男性ミュージシャン1組が毎日出演していた。
- 野辺剛正（1996年4月 - ・月曜日）
- 田辺マモル（1996年4月 - ・火曜日）
- Kenjiro（1996年4月 - ・水曜日）
- 井出泰彰（1996年4月 - ・木曜日）
- 小林宏至（1996年4月 - ・金曜日）
- 磯野テルオ
- SMILE
- 馬場俊英
- FULL2TILL2（現：Full Tilt Boogies）

ほか